# Friedrich Menke
Friedrich Menke (* 12. Februar 1931 in Neubrandenburg in Mecklenburg) ist ein Studiendirektor und Politiker. Er war Mitglied der Bremischen Bürgerschaft (CDU).   

## Biografie
Menke hat nach dem Besuch des mit Abitur abgeschlossenen Gymnasiums an Universitäten in München, Perugia und Göttingen Geschichtswissenschaft, Germanistik und Philosophie studiert, absolvierte sein Staatsexamen 1960 in Göttingen und 1962 in Bremen und wurde 1960 in Göttingen zum Doktor der Philosophie promoviert. Er war ab 1962 als Pädagoge und Studiendirektor im bremischen Schuldienst tätig. Zuletzt war er stellvertretender Leiter des Abendgymnasiums. Er war Vorstandsmitglied im Kunstverein Bremen und hat die politische Bildungsarbeit in Bremen unter dem Namen Hermann-Ehlers-Akademie (heute Bildungswerk Bremen der Konrad-Adenauer-Stiftung) in den 1980er Jahren gegründet. Er ist verheiratet mit Michéle Menke und hat vier Kinder.
Menke war evangelisch, seit 1964 Mitglied in der CDU und in verschiedenen Funktionen aktiv. Er war für die CDU von 1975 bis 1987 in der 9., 10. und 11. Wahlperiode zwölf Jahre lang Mitglied der Bremischen Bürgerschaft und in der Bürgerschaft in verschiedenen Deputationen tätig.
Er war Vorsitzender der Deutsch-französischen Gesellschaft in Bremen.